# Moullava
Moullava é um género botânico pertencente à família Fabaceae. Contém uma única espécie, Moullava spicata (Dalzell) Nicolson.